# Renchuan
Renchuan (kinesiska: 仁川, 仁川镇) är en köping i Kina. Den ligger i provinsen Zhejiang, i den östra delen av landet, omkring 150 kilometer söder om provinshuvudstaden Hangzhou. Antalet invånare är 9348. Befolkningen består av 4 606 kvinnor och 4 742 män. Barn under 15 år utgör 17,0 %, vuxna 15-64 år 66 %, och äldre över 65 år 15,0 %.
Genomsnittlig årsnederbörd är 2 368 millimeter. Den regnigaste månaden är juni, med i genomsnitt 417 mm nederbörd, och den torraste är januari, med 69 mm nederbörd.